# Świeradów-Zdrój
Świeradów Zdrój (Duits: Bad Flinsberg) is een stad in het Poolse woiwodschap Neder-Silezië, gelegen in de powiat Lubański. De oppervlakte bedraagt 20,77 km², het inwonertal 4577 (2005).